# Campionati europei di atletica leggera indoor 1988 - Marcia 5000 metri
La gara di marcia 5000 metri si è tenuta il 6 marzo 1988 presso lo Sportcsarnok di Budapest, in Ungheria.

## Risultati

### Finale
| Record mondiale       | Ronald Weigel    | 18'11"41 | Vienna | 13 febbraio 1988 |
| Record dei Campionati | Jozef Pribilinec | 19'08"44 | Liévin | 22 febbraio 1987 |
| Capolista stagionale  | Ronald Weigel    | 18'11"41 | Vienna | 13 febbraio 1988 |

Domenica 6 marzo 1988.
| Pos.    | Corsia | Atleta                 | Età | Nazione          | Tempo    | Note                          |
| ------- | ------ | ---------------------- | --- | ---------------- | -------- | ----------------------------- |
| Oro     | -      | Jozef Pribilinec       | 27  | Cecoslovacchia   | 18'44"80 | Record dei campionati         |
| Argento | -      | Roman Mrázek           | 26  | Cecoslovacchia   | 18'44"93 |                               |
| Bronzo  | -      | Sándor Urbanik         | 23  | Ungheria         | 18'45"91 | Miglior prestazione personale |
| 4       | -      | Erling Andersen        | 27  | Norvegia         | 18'49"10 | Record nazionale              |
| 5       | -      | Zdzisław Szlapkin      | 27  | Polonia          | 18'49"49 | Miglior prestazione personale |
| 6       | -      | Jos Martens            | 23  | Belgio           | 18'54"67 | Record nazionale              |
| 7       | -      | Giovanni De Benedictis | 20  | Italia           | 18'58"40 | [ 2 ]                         |
| 8       | -      | Lyubomir Ivanov        | 27  | Bulgaria         | 19'00"02 | Miglior prestazione personale |
| 9       | -      | Pavol Blažek           | 29  | Cecoslovacchia   | 19'03"82 |                               |
| 10      | -      | Sergey Protishin       | 28  | Unione Sovietica | 19'18"30 | Miglior prestazione personale |
| 11      | -      | Jean-Claude Corre      | 26  | Francia          | 19'20"03 |                               |
| 12      | -      | Jan Staaf              | 26  | Svezia           | 19'21"81 |                               |
| 13      | -      | José Urbano            | 22  | Portogallo       | 19'41"79 | Miglior prestazione personale |
| 14      | -      | Károly Kirszt          | 18  | Ungheria         | 20'23"50 |                               |
| 15      | -      | Dirk Van Den Bosch     | 20  | Belgio           | 21'02"09 | Miglior prestazione personale |
| ...     | -      | Bo Gustaffson          | 33  | Unione Sovietica | dq       |                               |
| ...     | -      | Mikhail Shchennikov    | 20  | Svezia           | dq       |                               |